# David Fanzel
David Fanzel, né le 9 novembre 1966 à Metz, est un footballeur français, devenu entraîneur. Il est actuellement dirigeant de l'équipe féminine du FC Fleury 91.

## Biographie

### Carrière en club
Formé au FC Metz, il débute en Division 1 en décembre 1987.
Défenseur de petite taille (1,75 m pour 70 kg), il compense son petit gabarit par une activité et une hargne sans égale.
Après un seul match joué avec le FC Metz, il poursuit sa carrière au Red Star où il participe à la montée en D2, puis à Gueugnon à l'époque où le club connaît la D1.
Il joue ensuite à Nancy et au Mans. Après deux saisons dans ce dernier club,il revient terminer sa carrière professionnelle à Gueugnon, remportant lors de cette dernière saison la Coupe de la Ligue.
Le bilan de sa carrière professionnelle s'élève à 65 matchs en Ligue 1 pour un but (inscrit le 19 août 1995 sur coup franc contre le PSG, alors qu'il porte le maillot de Gueugnon), et 301 matchs en Ligue 2 pour 15 buts.
Après quatre années d'absence, il revient disputer deux saisons avec le CSO Amneville en CFA, club dont il devient même plus tard l'entraîneur.

### Carrière d'entraîneur
Après une saisons avec Amnéville, il réussit à maintenir l'équipe en CFA, mais avec un problème de deficit, le club se voit relégué en CFA 2, à l'issue de la saison 2012-2013. Deux saisons après, il quitte le club définitivement car il n'a pas eu les résultats attendus du club. En effet car le CSOA n'a pas réussi à remonter en CFA après ces deux saisons.
De 2015 à octobre 2018, il est le coach des féminines du FC Metz. Puis devient entraîneur au Thionville FC à la mi-saison 2018-2019. En novembre 2019, il est nommé à la tête de l'équipe féminine du FC Fleury 91, évoluant en Division 1. À l'issue de la saison 2020-2021, il s'éloigne du terrain pour devenir dirigeant de l'équipe féminine.

## Palmarès
- Vainqueur de la Coupe de la Ligue en 2000 avec le FC Gueugnon.

## Statistiques

### Entraîneur
| Saison       | Club             | Championnat  | Championnat | Championnat | Championnat | Championnat | Coupe nationale | Coupe nationale | Coupe nationale | Coupe nationale | Total  | Total | Total | Total | % Victoires |
| Saison       | Club             | Division     | Matchs      | V           | N           | D           | Matchs          | V               | N               | D               | Matchs | V     | N     | D     | % Victoires |
| ------------ | ---------------- | ------------ | ----------- | ----------- | ----------- | ----------- | --------------- | --------------- | --------------- | --------------- | ------ | ----- | ----- | ----- | ----------- |
| 2019-2020    | FC Fleury 91 (F) | Division 1   | 6           | 2           | 0           | 4           | 1               | 0               | 0               | 1               | 7      | 2     | 0     | 5     | 28,57 %     |
| 2020-2021    | FC Fleury 91 (F) | Division 1   | 22          | 7           | 4           | 11          | 1               | 0               | 0               | 1               | 23     | 7     | 4     | 12    | 30,43 %     |
| Total Fleury | Total Fleury     | Total Fleury | 28          | 9           | 4           | 15          | 2               | 0               | 0               | 2               | 30     | 9     | 4     | 17    | 30 %        |